# No Sub Reino dos Metazoários
No Sub Reino dos Metazoários é o primeiro e único álbum do poeta e músico recifense Marconi Notaro. Foi lançado pelo selo Rozenblit em 1973.
É considerado um clássico da música psicodélica nacional. Não à toa, o disco é indicado pelo Senhor F - A Revista do Rock como uma das referências do chamado movimento Udigrudi.
O LP original é um dos mais raros da discografia nacional, mas cópias em CDs piratas já circulam no universo de colecionadores.
Contém o primeiro registro do cantor Zé Ramalho em disco, na faixa "Made in PB".

## Faixas
Todas as faixas escritas e compostas por Marconi Notaro, exceto onde especificado. 
| Lado A |                                                        |         |  |
| N.º    | Título                                                 | Duração |  |
| 1.     | "Desmantelado"                                         | 1:45    |  |
| 2.     | "Ah Vida Ávida" (Lula Côrtes)                          | 3:51    |  |
| 3.     | "Fidelidade"                                           | 3:22    |  |
| 4.     | "Maracatú"                                             | 0:51    |  |
| 5.     | "Made in PB" (Música de Marconi e letra de Zé Ramalho) | 2:34    |  |
| 6.     | "Antropológica"                                        | 2:44    |  |

Todas as faixas escritas e compostas por Marconi Notaro. 
| Lado B         |                                            |         |  |
| N.º            | Título                                     | Duração |  |
| 7.             | "Antropológica II"                         | 4:49    |  |
| 8.             | "Sinfonia em Ré"                           | 5:40    |  |
| 9.             | "Não Tenho Imaginação pra Mudar de Mulher" | 2:43    |  |
| 10.            | "Ode a Satwa"                              | 4:57    |  |
| Duração total: | Duração total:                             | 33:16   |  |